# Hother Tolderlund
Hother Hakon Viggo Tolderlund (født 2. december 1820 i Nakskov, død 9. april 1880 i København) var en dansk forfatter.
Tolderlund studerede fra 1844-48 medicin, men blev ved treårskrigen, hvori han deltog som underlæge, afbrudt i sin eksamenslæsning, så han aldrig blev kandidat. Efter at have gjort lægetjeneste også under krigen 1863-64 forestod han en tid et institut for medicinsk og ortopædisk gymnastik i Aarhus; 1868 fik han jus practicandi, men benyttede sig kun i ringe mål deraf. Fra 1870 levede han, bortset fra forskellige, til dels ret omfattende, udenlandsrejser, endog til Orienten, i København som forfatter og oversætter. Blandt de mange fortællinger, han dels under sit eget navn, dels med mærket Dr. H. udgav i hele samlinger eller lod fremkomme i blade, tidsskrifter og kalendere, er der ikke få, der kan læses med behag; særlig gælder dette om de noveller og livsbilleder, hvortil emnerne er tagne fra Sønderjylland: Synsmandens Pibe ("Folkekalender for Danmark", 1854) og flere. Indtrykkene fra sine rejser gengav han med liv og friskhed og med ikke ringe vidnesbyrd om iagttagelsesevne i Rejsebilleder, Billeder fra Orienten og Fra Syd og Nord. Nogen stærkt udpræget forfatterejendommelighed sad Tolderlund ikke inde med; han gør nærmest indtryk af at være elev af Carl Bernhard. Men han behandlede sine små motiver lige så elskværdigt som naturligt og sundt, var ikke blottet for psykologisk sans og rådede over lune.